# Santa Bárbara, Michoacán de Ocampo
Santa Bárbara är en ort i Mexiko.   Den ligger i kommunen Nocupétaro och delstaten Michoacán de Ocampo, i den södra delen av landet, 230 km väster om huvudstaden Mexico City. Santa Bárbara ligger 1 273 meter över havet och antalet invånare är 117.
Terrängen runt Santa Bárbara är kuperad, och sluttar söderut. Runt Santa Bárbara är det glesbefolkat, med 14 invånare per kvadratkilometer. Närmaste större samhälle är Pedernales, 19,7 km väster om Santa Bárbara. I omgivningarna runt Santa Bárbara växer huvudsakligen savannskog.